# Matrice D de Wigner
La matrice D de Wigner est une matrice d'une représentation irréductible des groupes SU(2) et SO(3). Le conjugué complexe de la matrice D est une fonction propre du hamiltonien des rotateurs rigides sphériques et symétriques.
Introduite en 1927 par Eugene Wigner, cette matrice est utilisée en mécanique quantique.

## Définition de la matrice D de Wigner
Soient {\displaystyle j_{x}}, {\displaystyle j_{y}}, {\displaystyle j_{z}} des générateurs d'une algèbre de Lie de SU(2) et SO(3). En mécanique quantique ces trois opérateurs sont les composantes d'un opérateur vectoriel appelé moment angulaire. On peut citer comme exemple le moment angulaire d'un électron dans un atome, le spin, ou le moment angulaire d'un rotateur rigide. Dans tous les cas, les trois opérateurs satisfont aux relations de commutation suivantes :
{\displaystyle [j_{x},j_{y}]=ij_{z},\quad [j_{z},j_{x}]=ij_{y},\quad [j_{y},j_{z}]=ij_{x},}
où i est un nombre imaginaire pur et la constante de Planck {\displaystyle \hbar } a été considérée comme égale à l'unité. L'opérateur
{\displaystyle j^{2}=j_{x}^{2}+j_{y}^{2}+j_{z}^{2}}
est un opérateur de Casimir de SU(2) (ou SO(3) selon les cas).
Il peut être diagonalisé avec {\displaystyle j_{z}} (le choix de cet opérateur est une convention), qui commute avec {\displaystyle j^{2}}. Ceci étant, on peut montrer qu'il existe un ensemble complet de kets avec :
{\displaystyle j^{2}|jm\rangle =j(j+1)|jm\rangle ,\quad j_{z}|jm\rangle =m|jm\rangle ,}
où {\displaystyle j=0,{\tfrac {1}{2}},1,{\tfrac {3}{2}},2,\dots } et {\displaystyle m=-j,-j+1,\ldots ,j}. Pour SO(3) le nombre quantique {\displaystyle j} est entier).
Un opérateur de rotation (en) peut être écrit de la façon suivante :
{\displaystyle {\mathcal {R}}(\alpha ,\beta ,\gamma )=e^{-i\alpha j_{z}}e^{-i\beta j_{y}}e^{-i\gamma j_{z}},}
où {\displaystyle \alpha ,\;\beta ,} et {\displaystyle \gamma \;} sont des angles d'Euler (caractérisés par : la convention z-y-z, un repère orienté à droite, règle de vissage à droite, rotation active).
La matrice D de Wigner est une matrice carrée de taille {\displaystyle 2j+1} avec pour élément général :
{\displaystyle D_{m'm}^{j}(\alpha ,\beta ,\gamma )\equiv \langle jm'|{\mathcal {R}}(\alpha ,\beta ,\gamma )|jm\rangle =e^{-im'\alpha }d_{m'm}^{j}(\beta )e^{-im\gamma }.}
La matrice avec l'élément général :
{\displaystyle d_{m'm}^{j}(\beta )=\langle jm'|e^{-i\beta j_{y}}|jm\rangle }
est connue sous le nom de matrice d de Wigner (lire matrice petit d).

## Matrice d de Wigner
E. Wigner en donna l'expression suivante
{\displaystyle {\begin{array}{lcl}d_{m'm}^{j}(\beta )&=&[(j+m')!(j-m')!(j+m)!(j-m)!]^{1/2}\sum _{s}{\frac {(-1)^{m'-m+s}}{(j+m-s)!s!(m'-m+s)!(j-m'-s)!}}\\&&\times \left(\cos {\frac {\beta }{2}}\right)^{2j+m-m'-2s}\left(\sin {\frac {\beta }{2}}\right)^{m'-m+2s}.\end{array}}}
La somme sur s est effectuée sur des valeurs telles que les factoriels ne soient pas négatifs.
Note : les éléments de la matrice d définie ici sont réels. Dans la convention z-x-z des angles d'Euler parfois utilisée, le facteur {\displaystyle (-1)^{m'-m+s}} de cette formule est remplacé par {\displaystyle (-1)^{s}\,i^{m-m'}}, ce qui implique que la moitié des fonctions soient purement imaginaires. La réalité (au sens mathématique) des éléments de la matrice d est l'une des raisons pour lesquelles la convention z-y-z, utilisée ici, est habituellement préférée dans les applications de mécanique quantique.
Les éléments de la matrice d sont reliés aux polynômes de Jacobi {\displaystyle P_{k}^{(a,b)}(\cos \beta )} avec {\displaystyle a\,} et {\displaystyle b\,} non-négatifs. Soit
{\displaystyle k=\min(j+m,\,j-m,\,j+m',\,j-m').}
{\displaystyle {\hbox{Si}}\quad k={\begin{cases}j+m:&\quad a=m'-m;\quad \lambda =m'-m\\j-m:&\quad a=m-m';\quad \lambda =0\\j+m':&\quad a=m-m';\quad \lambda =0\\j-m':&\quad a=m'-m;\quad \lambda =m'-m\\\end{cases}}}
Donc, avec {\displaystyle b=2j-2k-a\,}, la relation est :
{\displaystyle d_{m'm}^{j}(\beta )=(-1)^{\lambda }{\binom {2j-k}{k+a}}^{1/2}{\binom {k+b}{b}}^{-1/2}\left(\sin {\frac {\beta }{2}}\right)^{a}\left(\cos {\frac {\beta }{2}}\right)^{b}P_{k}^{(a,b)}(\cos \beta ),}
où {\displaystyle a,b\geq 0.\,}

## Propriétés de la matrice D de Wigner
Le complexe conjugué de la matrice D satisfait à un ensemble de propriétés différentielles qui peuvent être formulées de manière concise par l'introduction des opérateurs suivants avec {\displaystyle (x,\,y,\,z)=(1,\,2,\,3)},
{\displaystyle {\begin{array}{lcl}{\hat {\mathcal {J}}}_{1}&=&i\left(\cos \alpha \cot \beta \,{\partial  \over \partial \alpha }\,+\sin \alpha \,{\partial  \over \partial \beta }\,-{\cos \alpha  \over \sin \beta }\,{\partial  \over \partial \gamma }\,\right)\\{\hat {\mathcal {J}}}_{2}&=&i\left(\sin \alpha \cot \beta \,{\partial  \over \partial \alpha }\,-\cos \alpha \;{\partial  \over \partial \beta }\,-{\sin \alpha  \over \sin \beta }\,{\partial  \over \partial \gamma }\,\right)\\{\hat {\mathcal {J}}}_{3}&=&-i\;{\partial  \over \partial \alpha },\end{array}}}
qui ont une signification en mécanique quantique : ce sont des opérateurs de moment angulaire pour un rotateur rigide fixe dans l'espace.
De plus,
{\displaystyle {\begin{array}{lcl}{\hat {\mathcal {P}}}_{1}&=&\,i\left({\cos \gamma  \over \sin \beta }{\partial  \over \partial \alpha }-\sin \gamma {\partial  \over \partial \beta }-\cot \beta \cos \gamma {\partial  \over \partial \gamma }\right)\\{\hat {\mathcal {P}}}_{2}&=&\,i\left(-{\sin \gamma  \over \sin \beta }{\partial  \over \partial \alpha }-\cos \gamma {\partial  \over \partial \beta }+\cot \beta \sin \gamma {\partial  \over \partial \gamma }\right)\\{\hat {\mathcal {P}}}_{3}&=&-i{\partial  \over \partial \gamma },\\\end{array}}}
qui ont une signification en mécanique quantique : ce sont des opérateurs de moment angulaire pour un rotateur rigide à référentiel lié.
Les opérateurs satisfont aux relations de commutation :
{\displaystyle \left[{\mathcal {J}}_{1},\,{\mathcal {J}}_{2}\right]=i{\mathcal {J}}_{3},\qquad {\hbox{et}}\qquad \left[{\mathcal {P}}_{1},\,{\mathcal {P}}_{2}\right]=-i{\mathcal {P}}_{3}}
et aux relations correspondantes par permutation circulaire des indices.
Les {\displaystyle {\mathcal {P}}_{i}} satisfont les relations de commutation anomales (qui ont un signe moins du côté droit).
Les deux ensembles commutent mutuellement :
{\displaystyle \left[{\mathcal {P}}_{i},\,{\mathcal {J}}_{j}\right]=0,\quad i,\,j=1,\,2,\,3,}
et les opérateurs totaux au carré sont égaux :
{\displaystyle {\mathcal {J}}^{2}\equiv {\mathcal {J}}_{1}^{2}+{\mathcal {J}}_{2}^{2}+{\mathcal {J}}_{3}^{2}={\mathcal {P}}^{2}\equiv {\mathcal {P}}_{1}^{2}+{\mathcal {P}}_{2}^{2}+{\mathcal {P}}_{3}^{2}.}
Leur forme explicite est :
{\displaystyle {\mathcal {J}}^{2}={\mathcal {P}}^{2}=-{\frac {1}{\sin ^{2}\beta }}\left({\frac {\partial ^{2}}{\partial \alpha ^{2}}}+{\frac {\partial ^{2}}{\partial \gamma ^{2}}}-2\cos \beta {\frac {\partial ^{2}}{\partial \alpha \partial \gamma }}\right)-{\frac {\partial ^{2}}{\partial \beta ^{2}}}-\cot \beta {\frac {\partial }{\partial \beta }}.}
Les opérateurs {\displaystyle {\mathcal {J}}_{i}} agissent sur le premier indice (ligne) de la matrice D :
{\displaystyle {\mathcal {J}}_{3}\,D_{m'm}^{j}(\alpha ,\beta ,\gamma )^{*}=m'\,D_{m'm}^{j}(\alpha ,\beta ,\gamma )^{*},}
et
{\displaystyle ({\mathcal {J}}_{1}\pm i{\mathcal {J}}_{2})\,D_{m'm}^{j}(\alpha ,\beta ,\gamma )^{*}={\sqrt {j(j+1)-m'(m'\pm 1)}}\,D_{m'\pm 1,m}^{j}(\alpha ,\beta ,\gamma )^{*}.}
Les opérateurs {\displaystyle {\mathcal {P}}_{i}} agissent sur le second indice (colonne) de la matrice D :
{\displaystyle {\mathcal {P}}_{3}\,D_{m'm}^{j}(\alpha ,\beta ,\gamma )^{*}=m\,D_{m'm}^{j}(\alpha ,\beta ,\gamma )^{*},}
et en raison de la relation de commutation anomale, les opérateurs d'augmentation/de minimisation sont définis avec des signes inversés :
{\displaystyle ({\mathcal {P}}_{1}\mp i{\mathcal {P}}_{2})\,D_{m'm}^{j}(\alpha ,\beta ,\gamma )^{*}={\sqrt {j(j+1)-m(m\pm 1)}}\,D_{m',m\pm 1}^{j}(\alpha ,\beta ,\gamma )^{*}.}
Enfin,
{\displaystyle {\mathcal {J}}^{2}\,D_{m'm}^{j}(\alpha ,\beta ,\gamma )^{*}={\mathcal {P}}^{2}\,D_{m'm}^{j}(\alpha ,\beta ,\gamma )^{*}=j(j+1)D_{m'm}^{j}(\alpha ,\beta ,\gamma )^{*}.}
En d'autres termes, les lignes et colonnes de la matrice D de Wigner (conjugué complexe) couvrent les représentations irréductibles de l'algèbre de Lie isomorphe générée par {\displaystyle \{{\mathcal {J}}_{i}\}} et {\displaystyle \{-{\mathcal {P}}_{i}\}}.
Une propriété importante de la matrice D de Wigner découle de la commutation de {\displaystyle {\mathcal {R}}(\alpha ,\beta ,\gamma )} avec l'opérateur d'inversion temporelle {\displaystyle T\,},
{\displaystyle \langle jm'|{\mathcal {R}}(\alpha ,\beta ,\gamma )|jm\rangle =\langle jm'|T^{\,\dagger }{\mathcal {R}}(\alpha ,\beta ,\gamma )T|jm\rangle =(-1)^{m'-m}\langle j,-m'|{\mathcal {R}}(\alpha ,\beta ,\gamma )|j,-m\rangle ^{*},}
ou
{\displaystyle D_{m'm}^{j}(\alpha ,\beta ,\gamma )=(-1)^{m'-m}D_{-m',-m}^{j}(\alpha ,\beta ,\gamma )^{*}.}
Ici, on a utilisé le fait que {\displaystyle T\,} est anti-unitaire (une fois que la conjugaison complexe après avoir déplacé {\displaystyle T^{\dagger }\,} du ket au bra), {\displaystyle T|jm\rangle =(-1)^{j-m}|j,-m\rangle } and {\displaystyle (-1)^{2j-m'-m}=(-1)^{m'-m}}.

## Relation d'orthogonalité
Les éléments de la matrice D de Wigner {\displaystyle D_{mk}^{j}(\alpha ,\beta ,\gamma )} constituent un ensemble complet de fonctions orthogonales des angles d'Euler {\displaystyle \alpha }, {\displaystyle \beta ,} et {\displaystyle \gamma } :
{\displaystyle \int _{0}^{2\pi }d\alpha \int _{0}^{\pi }\sin \beta d\beta \int _{0}^{2\pi }d\gamma \,\,D_{m'k'}^{j'}(\alpha ,\beta ,\gamma )^{\ast }D_{mk}^{j}(\alpha ,\beta ,\gamma )={\frac {8\pi ^{2}}{2j+1}}\delta _{m'm}\delta _{k'k}\delta _{j'j}.}
C'est un cas spécial des relations d'orthogonalité de Schur (en).

## Relation avec les fonctions harmoniques sphériques
Les éléments de matrice D avec un second indice égal à 0 sont proportionnels aux Harmoniques sphériques, normalisées à l'unité et avec la convention de phase de Condon et Shortley ::{\displaystyle D_{m0}^{\ell }(\alpha ,\beta ,\gamma )^{*}={\sqrt {\frac {4\pi }{2\ell +1}}}Y_{\ell }^{m}(\beta ,\alpha ).}
Dans la convention actuelle des angles d'Euler, {\displaystyle \alpha } est un angle longitudinal et {\displaystyle \beta } est un angle colatitudinal (angles polaires sphériques dans la définition physique de tels angles). C'est l'une des raisons pour lesquelles la convention z-y-z est utilisée fréquemment en physique moléculaire. De la propriété de réversibilité temporelle de la matrice D de Wigner il s'ensuit immédiatement :
{\displaystyle \left(Y_{\ell }^{m}\right)^{*}=(-1)^{m}Y_{\ell }^{-m}.}
Il existe une relation plus générale avec les harmoniques sphériques pondérées par le spin (en) :
{\displaystyle D_{-ms}^{\ell }(\alpha ,\beta ,-\gamma )=(-1)^{m}{\sqrt {\frac {4\pi }{2{\ell }+1}}}{}_{s}Y_{{\ell }m}(\beta ,\alpha )e^{is\gamma }.}

## Relation avec les polynômes de Legendre
Les éléments de la matrice d de Wigner avec les deux indices à 0 sont liés aux polynômes de Legendre :
{\displaystyle d_{0,0}^{\ell }(\beta )=P_{\ell }(\cos \beta ).}

## Relation avec les fonctions de Bessel
Dans la limite de {\displaystyle \ell \gg m,m^{\prime }}, on a {\displaystyle D_{mm^{\prime }}^{\ell }(\alpha ,\beta ,\gamma )\approx e^{-im\alpha -im^{\prime }\gamma }J_{m-m^{\prime }}(\ell \beta )} où {\displaystyle J_{m-m^{\prime }}(\ell \beta )} est la fonction de Bessel et {\displaystyle \ell \beta } est fini.

## Table des éléments de matrice d
En utilisant la convention de signe de Wigner et al., les éléments de matrice d pour j = 1/2, 1, 3/2 et 2 sont donnés ci-dessous.
Pour j = 1/2
- {\displaystyle d_{1/2,1/2}^{1/2}=\cos(\theta /2)}
- {\displaystyle d_{1/2,-1/2}^{1/2}=-\sin(\theta /2)}

Pour j = 1
- {\displaystyle d_{1,1}^{1}={\frac {1+\cos \theta }{2}}}
- {\displaystyle d_{1,0}^{1}={\frac {-\sin \theta }{\sqrt {2}}}}
- {\displaystyle d_{1,-1}^{1}={\frac {1-\cos \theta }{2}}}
- {\displaystyle d_{0,0}^{1}=\cos \theta }

Pour j = 3/2
- {\displaystyle d_{3/2,3/2}^{3/2}={\frac {1+\cos \theta }{2}}\cos {\frac {\theta }{2}}}
- {\displaystyle d_{3/2,1/2}^{3/2}=-{\sqrt {3}}{\frac {1+\cos \theta }{2}}\sin {\frac {\theta }{2}}}
- {\displaystyle d_{3/2,-1/2}^{3/2}={\sqrt {3}}{\frac {1-\cos \theta }{2}}\cos {\frac {\theta }{2}}}
- {\displaystyle d_{3/2,-3/2}^{3/2}=-{\frac {1-\cos \theta }{2}}\sin {\frac {\theta }{2}}}
- {\displaystyle d_{1/2,1/2}^{3/2}={\frac {3\cos \theta -1}{2}}\cos {\frac {\theta }{2}}}
- {\displaystyle d_{1/2,-1/2}^{3/2}=-{\frac {3\cos \theta +1}{2}}\sin {\frac {\theta }{2}}}

Pour j = 2
- {\displaystyle d_{2,2}^{2}=\left({\frac {1+\cos \theta }{2}}\right)^{2}}
- {\displaystyle d_{2,1}^{2}=-{\frac {1+\cos \theta }{2}}\sin \theta }
- {\displaystyle d_{2,0}^{2}={\frac {\sqrt {6}}{4}}\sin ^{2}\theta }
- {\displaystyle d_{2,-1}^{2}=-{\frac {1-\cos \theta }{2}}\sin \theta }
- {\displaystyle d_{2,-2}^{2}=\left({\frac {1-\cos \theta }{2}}\right)^{2}}
- {\displaystyle d_{1,1}^{2}={\frac {1+\cos \theta }{2}}(2\cos \theta -1)}
- {\displaystyle d_{1,0}^{2}=-{\sqrt {\frac {3}{2}}}\sin \theta \cos \theta }
- {\displaystyle d_{1,-1}^{2}={\frac {1-\cos \theta }{2}}(2\cos \theta +1)}
- {\displaystyle d_{0,0}^{2}={\frac {3\cos ^{2}\theta -1}{2}}}

Les éléments de matrice d de Wigner avec les indices les plus faibles intervertis sont calculés avec la relation : {\displaystyle d_{m',m}^{j}=(-1)^{m-m'}d_{m,m'}^{j}}.